# Бельково (Гродненская область)
Бе́льково (бел. Бе́лькава) — хутор в Сморгонском районе Гродненской области Белоруссии. Входит в состав Вишневского сельсовета, до 2016 года входил в состав Войстомского сельсовета.
Расположен в восточной части района на правом берегу Вилии, западнее Лысой горы (высота 155,4 м). Расстояние до районного центра Сморгонь по автодороге — около 21 км, до центра сельсовета агрогородка Войстом по прямой — чуть менее 16,5 км. Ближайшие населённые пункты — Засковичи, Оленец, Студенец. Площадь занимаемой территории составляет 0,0466 км², протяжённость границ 1260 м.

## Название
Название происходит от антропонима Белько, Бялько (бел. Белька, Бялько), аффикс -ово указывает на индивидуальную принадлежность.

## История
Хутор отмечен на карте Шуберта (середина XIX века) как застенок Белков в составе Беницкой волости Ошмянского уезда Виленской губернии..
После Советско-польской войны, завершившейся Рижским договором, в 1921 году Западная Белоруссия отошла к Польской Республике и Бельково было включено в состав новообразованной сельской гмины Войстом Свенцянского повета Виленского воеводства. 1 января 1926 года гмина Войстом была переведена в состав Вилейского повета.
В 1938 году Бельково насчитывало 2 дыма (двора) и 22 души.
В 1939 году, согласно секретному протоколу, заключённому между СССР и Германией, Западная Белоруссия оказалась в сфере интересов советского государства и её территорию заняли войска Красной армии. Хутор вошёл в состав новообразованного Сморгонского района Вилейской области БССР. После реорганизации административного-территориального деления БССР хутор был включён в состав новой Молодечненской области в 1944 году. В 1960 году, ввиду новой организации административно-территориального деления и упразднения Молодечненской области, Бельково вошло в состав Гродненской области.

## Население
Согласно переписи население хутора в 1999 году насчитывало 3 человека.